# Mięguszowiecki Szczyt Pośredni
Die Mittlere Mengsdorfer Spitze (polnisch Mięguszowiecki Szczyt Pośredni, slowakisch Prostredný Mengusovský štít) ist ein Berg in der polnischen Hohen Tatra mit 2393 Metern Höhe. Er befindet sich auf dem Hauptkamm der Tatra auf der polnisch-slowakischen Grenze im Massiv der Mengsdorfer Spitzen (Mięguszowieckie Szczyty). Er ist der fünfthöchste Berg in Polen.

## Lage und Umgebung
Unterhalb des Gipfels liegt der Bergsee Meerauge im Fischseetal. Der Bergpass Westliche Mengsdorfer Scharte (Mięguszowiecka Przełęcz Wyżnia) trennt ihn vom Gipfel der Östlichen Mengsdorfer Spitze (Mięguszowiecki Szczyt Czarny/Východný Mengusovský štít); der Bergpass Wildererjoch (Mięguszowiecka Przełęcz pod Chłopkiem/Mengusovské sedlo) trennt ihn vom Gipfel Mengsdorfer Spitze (Mięguszowiecki Szczyt).

## Etymologie
Der polnische Name Mięguszowiecki Szczyt Pośredni und der slowakische Name Prostredný Mengusovský štít lassen sich als Mittlerer Mengsdorfer Spitze übersetzen. Der Namensbestandteil „Mittlerer“ rührt daher, dass der Gipfel zwischen den anderen beiden Hauptgipfeln des Massivs ragt. Die Ortsangabe leitet sich vom südlich anschließenden Tal Mengusovská dolina (deutsch Mengsdorfer Tal), das wiederum nach der Gemeinde Mengusovce (deutsch Mengsdorf, polnisch Mięguszowce) benannt worden ist, ab.

## Flora und Fauna
Trotz seiner Höhe besitzt die Mittlere Mengsdorfer Spitze eine bunte Flora und Fauna. Es treten zahlreiche Pflanzenarten auf, insbesondere hochalpine Blumen und Gräser. Neben Insekten und Weichtieren sowie Raubvögeln besuchen auch Murmeltiere und Gämse den Gipfel.

## Besteigungen
Erstbesteigungen:
- Sommer – Włodzimierz Boldireff und Stanisław Porębski am 15. August 1903
- Winter – Walter Delmár und Gyula Komarnicki am 23. März 1916

## Tourismus
Der Gipfel ist bei Alpinisten beliebt. Der Aufstieg ist jedoch nicht einfach.

### Routen zum Gipfel
Der Wanderweg führt zunächst auf die Kazalnica Mięguszowiecka vom Bergsee Czarny Staw pod Rysami. Für den weiteren Aufstieg ist eine Genehmigung der Nationalparkverwaltung erforderlich. Bei Kletterern ist der Gipfel zusammen mit den anderen Gipfeln des Massivs sehr beliebt.
- ▬ Ein grün markierter Wanderweg führt vom Bergsee Czarny Staw pod Rysami auf den Gipfel und weiter auf den Bergpass Mięguszowiecka Przełęcz pod Chłopkiem. Weiter führt ein nicht markierter Weg, der sogenannte Droga po Głazami. Der Aufstieg ist schwierig und mit Ketten gesichert. Als Ausgangspunkt für eine Besteigung aus den Tälern eignet sich die Berghütte Schronisko PTTK nad Morskim Okiem.